# 2016-os dabiqi offenzíva
A 2016-os dabiqi offenzíva a Török Fegyveres Erők által indított Eufrátesz Pajzs hadművelet harmadik részeként előkészített katonai offenzíva volt, melyben részt vettek a Szabad Szíriai Hadsereg és más felkelő csoportok egyes részei is, hogy elfoglalják az Aleppótól északra fekvő Dabiq városát.

## Előzmények
Mivel az ISIL számított az offenzívára, 800 fős erősítést csoportosított át Dabiq térségébe. A város megvédése a csoport számára nagyon fontos volt, mert álláspontjuk szerint fontos szerepe van a muzulmán teológiában. Szerintük egy Dabiqnál az iszlamisták és a „hitetlen” keresztények között megvívott csata jelzi majd az apokalipszis kezdetét. A török hadsereg szíriai bevonulása egybeesett a Marj Dabiq-i, az Oszmán Birodalom által indított Marj Dabiq-i csata kezdetének 500. évfordulójával. Az előző alkalommal a törökök I. Szelim szultán vezetésével Dabiq-nál beléptek Aleppó északi részére, és Szíria északi részének túlnyomó többségét megszerezték.

## Az offenzíva

### Első hét

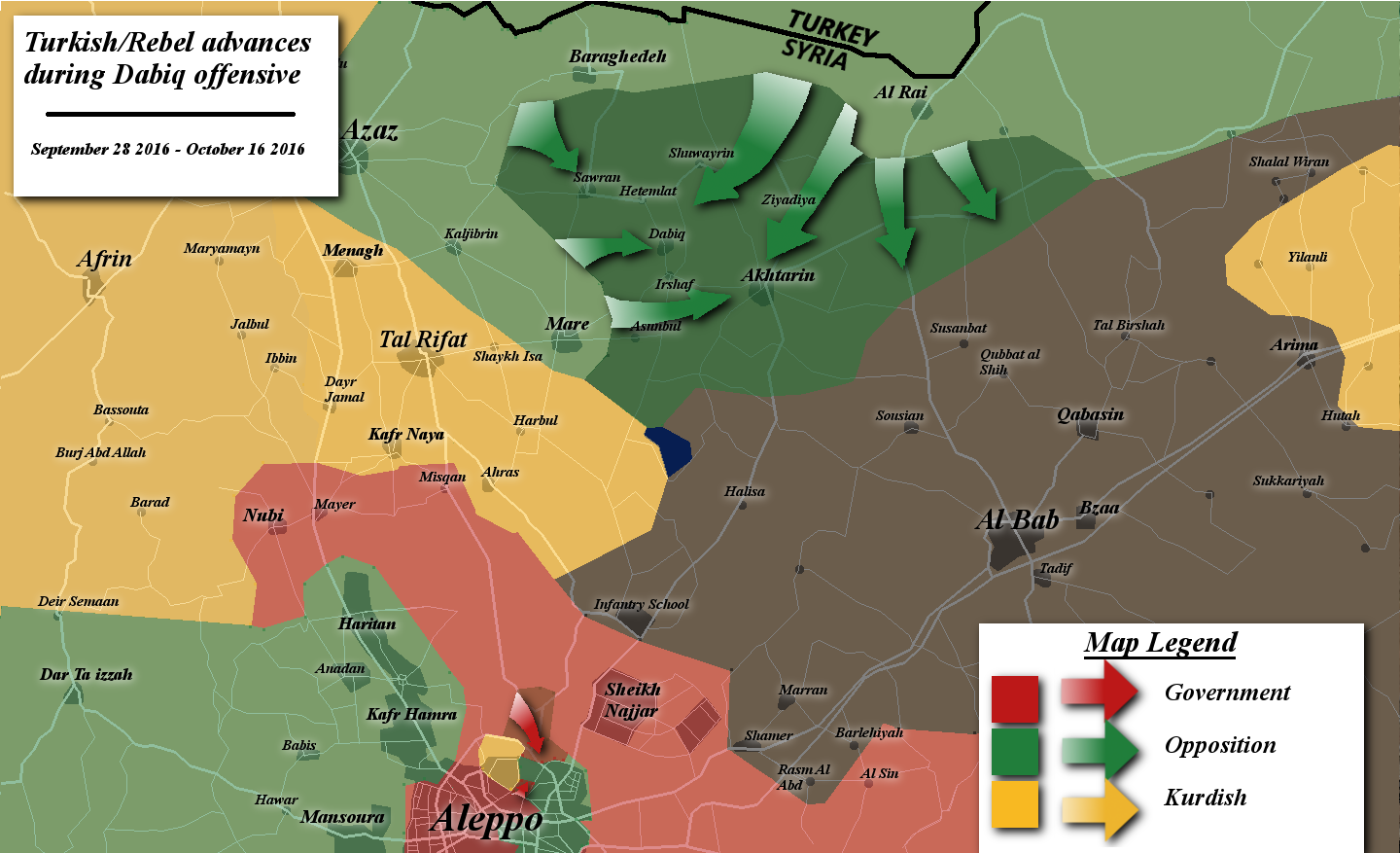
Map of the offensive

Szeptember 28-án a török katonaság azt állította, megsemmisítette az ISIL parancsnoki állását, egy fegyver- és egy lőszerraktárát Aleppó kormányzóság Ihtemlat illetve Uwayshiyyah kerületeiben, miközben 82 célpontra lőttek rakétákkal. A jelentések szerint a felkelők visszafoglalták al-Rai-nak az Al Eyyubiyah nevű lakóövezetét, miközben az ISIL ideiglenesen elfoglalta Tal-ar körzetét. Később a felkelők és a törökök ismét megszerezték azt, valamint Ziadiyah területét.
Szeptember 29. és október 2. között a felkelők további hét falut foglaltak el az ISIL-től. Megindultak Dabiq felé, és a hírek szerint velük tartott az USA speciális Erőinek néhány csapata. Ekkorra nagyjából 3 km választotta el a felkelőket és a török seregeket Dabiq szélétől.
Október 3-án a Dabiq felé előre törő felkelői seregek ráfutottak több száz taposóaknára Turkman Bareh közelében. Emiatt 15–21 felkelő meghalt, további 29–35 pedig megsebesült Október 4–5-én a felkelők elfoglalták Turkman Bareh és további öt falu területét, közülük három Akhtarin területétől délre feküdt.. Eközben a jelentések szerint török repülők egy Akhtarin és al-Qubtan közelében lezajlott légi támadás során megölték az ISIL egyik regionális parancsnokát.

### Második hét
Október 6-án a felkelők elfoglalták Akhtarin városát. Két nappal később az ISIL egyik ellentámadása gyors műveletekkel visszaszerezte a várost, valamint négy körülötte fekvő falut, melyek között ott volt Turkman Bareh, Állítólag később visszaverték a területszerzőket. According to the Turkish military, 38 ISIL militants were killed in clashes and airstrikes during 8 to 9 October.
október 9–11 között a felkelők 17 falut foglaltak el az ISIL-től, és így már csak 2,5 km választotta el őket Dabiqtól. A harcokban az ISIL 20 harcosa, valamint 30 felkelő halt meg. Ezután viszont az ISIL ellentámadásában október 11-én két falut visszaszerzett. A török hadsereg beszámolója szerint az összecsapások során az ISIl 98 helyszínét semmisítette meg. Eközben a jelentések és szemtanuk beszámolói szerint 10 ember meghalt és többen megsebesültek, miikor a felkelők és a törökök megtámadták az ISIL kezén lévő Duwaybiq falut.

### Harmadik hét
Október 12-én Duwaybiq a felkelők kezére került, akik egy olyan falut is visszafoglaltak, melyet előz nap vesztettek el. Eközben a török hadsereg azt állította, október 11–13. között 109 milicistát megölt, és az ISIL 77 állását megsemmisítette. Eközben a csatákban legalább 10 felkelő meghalt, 22 pedig megsebesült.
Október 15-én a felkelők újabb három falut foglaltak el, s ezzel Dabiqot majdnem teljesen bekerítették. Másnap a felkelők Dabiq mellett Sawran városát és hét további falut elfoglaltak..

## Külső hivatkozások
- Kadri Gursel: "Turkey faces decision over boots on the ground in Syria", Al-Monitor, 27 September 2016